# Carmelo Ríos
Carmelo Ríos Figueroa (* 11. Oktober 1959; † 21. Oktober 2022) war ein puerto-ricanischer Leichtathlet.

## Leben
Carmelo Ríos studierte an der California Polytechnic State University. Während dieser Zeit stellte er am 17. Juni 1983 über 3000 m Hindernis seine persönliche Bestzeit mit einer Zeit von 8:28,89 min auf. Wenige Wochen später konnte er bei den Panamerikanischen Spielen 1983 die Silbermedaille über diese Distanz gewinnen.
Bei den Olympischen Spielen 1984 schied er im Halbfinale des 3000-m-Hindernis-Wettkampfs aus. Zwei Jahre später gewann er Bronze bei den Zentralamerika- und Karibikmeisterschaften in Nassau.